# Lana (cantante)
Eugina Svetlana (Poronaysk, Óblast de Sajalín, 23 de noviembre de 1996), más conocida por su nombre artístico Lana, es una cantautora, rapera y bailarina rusa. En junio de 2019, debutó como la primera ídolo de K-pop rusa con el sencillo «Take The Wheel».

## Primeros años
Lana nació y creció en la ciudad de Poronaysk, en las regiones del extremo Oriente ruso en Óblast de Sajalín. Su padre es mitad tártaro. Lana soñaba con convertirse en cantante desde temprana edad. Después de ver el drama Boys Over Flowers, descubrió que el idioma y la pronunciación eran «hermosos», y después de estudiar inicialmente el idioma, viajó a Corea para expandir su conocimiento en coreano después de su graduación de la escuela secundaria en 2014. Estudió ciencias políticas y diplomacia en la Universidad Sungkyunkwan en Seúl y trabajó temporalmente como  modelo.

## Carrera

### 2017-presente: Apariciones en televisión y debut como solista
El 5 de junio de 2017, Lana hizo su primera aparición en los medios coreanos en el episodio 152 del programa de televisión Abnormal Summit, donde apareció como invitada en representación de Rusia. Después de esto, el 28 de septiembre Lana fue la presentadora invitada en tres episodios del programa de televisión Welcome, First Time in Korea? donde invitó a tres amigos de Sajalín a pasar unas vacaciones en Corea. En una entrevista con Sports Seoul en agosto de 2018, Lana reveló que detuvo todas las apariciones en los medios porque había sido aprendiz de Thought Entertainment desde 2016 y desde febrero de 2018, se estaba preparando para tener un debut en solitario con el objetivo de debutar en invierno. Sin embargo, su debut fue cancelado sin previo aviso y Lana más tarde dejó Thought Entertainment y se unió a una nueva agencia llamada HiCC Entertainment.
El 4 de enero de 2019, la cantante protagonizó el videoclip de la canción «Face Time» del cantante surcoreano J Cat. Un par de semanas después, el 21 de enero, Lana hizo una aparición especial en un episodio del programa de televisión Problematic Men, donde habló sobre sus antecedentes académicos y resolvió acertijos. Debutó oficialmente como solista el 27 de junio de 2019 con el sencillo digital «Take The Wheel». Es una canción alegre y veraniega con un ritmo de sintetizador de los 90, sobre dejar ir tus inhibiciones y dejar que tu cuerpo tome el volante. El videoclip combina bien debido a colores de ensueño, atuendos totalmente blancos que recuerdan a las boybands de los 90 y luces de neón. Entre septiembre y octubre de 2019, Lana consiguió varias apariciones en televisión: el 11 de septiembre, Lana hizo su primera aparición como invitada desde que se convirtió en cantante solista en el episodio 48 del concurso de televisión, South Korean Foreigner. Una semana después, el 23 de septiembre, Lana hizo una aparición en el programa de televisión Hello Counselor. El 11 de octubre, Lana apareció como invitada en el programa de televisión, Ecoman junto con Bora, antigua integrante de Sistar. Y finalmente, el 29 de octubre, fue presentada como cantante invitada en Gayo Stage, donde cantó «Million Roses» de Shim Soo-bong, cantante de trot. El 10 de diciembre de 2019, Lana lanzó el vídeo musical de su segundo sencillo «Make It Real» sin previo aviso. El sencillo, que se lanzó en plataformas de música digital el 16, no es un regreso, sino un regalo sorpresa para sus fanes y para todos los que la han apoyado desde su debut. También marca su primer lanzamiento de rap y hip-hop y diss track.
El 6 de enero de 2020, Lana comenzó el año nuevo haciendo una aparición especial en el episodio 178 del programa de entrevistas Video Star, junto a Shaun de Jinusean, DinDin, Solbi y Seven. El 11 de marzo, Lana reveló que será una concursante en el reality show chino, Produce Camp 2020, bajo Bates MeThinks Entertainment. El 18 de octubre, Lana debutó en el mercado chino con el sencillo digital «Talk Talk». Más tarde, Lana protagonizó el nuevo programa de supervivencia Bravo Youngsters!.

## Discografía

### Sencillos
| Título                                                                            | Año  | Mejores posiciones | Ventas | Álbum     |
| Título                                                                            | Año  | COR Gaon           | Ventas | Álbum     |
| --------------------------------------------------------------------------------- | ---- | ------------------ | ------ | --------- |
| «Take the Wheel»                                                                  | 2019 | —                  | —      | Sin álbum |
| «Make It Real»                                                                    | 2019 | —                  | —      | Sin álbum |
| «Talk Talk»                                                                       | 2020 | —                  | —      | Sin álbum |
| «–» indica que el lanzamiento no fue lanzado o no se posicionó en ese territorio. |      |                    |        |           |

### Composiciones
| Canción          | Año  | Álbum     | Artista(s) | Letra   | Letra                                                                  |
| Canción          | Año  | Álbum     | Artista(s) | Crédito | Con                                                                    |
| ---------------- | ---- | --------- | ---------- | ------- | ---------------------------------------------------------------------- |
| «Take the Wheel» | 2019 | Sin álbum | Ella misma | Sí      | Andreas Öhrn, Didrik Thott, Jazelle Rodriguez, Sam (DJ Sam F) Fishman, |
| «Make It Real»   | 2019 | Sin álbum | Ella misma | Sí      | iki, ONDO                                                              |

## Filmografía

### Programas de variedades
| Año  | Título                        | Canal       | Notas                          |
| ---- | ----------------------------- | ----------- | ------------------------------ |
| 2017 | Abnormal Summit               | JTBC        | Invitada representando a Rusia |
| 2017 | Welcome, First Time in Korea? | MBC Every 1 | Presentadora invitada          |
| 2019 | Problematic Man               | tvN         | Aparición especial             |
| 2019 | South Korean Foreigner        | MBC Every 1 | Invitada                       |
| 2019 | Hello Counselor               | KBS2        | Aparición especial             |
| 2019 | Ecoman                        | JTBC        | Invitada, junto a Bora         |
| 2019 | Gayo Stage                    | KBS         | Invitada                       |
| 2020 | Video Star                    | MBC Plus    | Aparición especial             |

### Reality shows
| Año         | Título            | Canal   | Notas       |
| ----------- | ----------------- | ------- | ----------- |
| 2020        | Produce Camp 2020 | Tencent | Concursante |
| 2020 - 2021 | Bravo Youngsters! | CCTV-3  | Concursante |
| 2022        | Eden (Season 2)   | Viki    | Concursante |